# Myxicola fauveli
Myxicola fauveli är en ringmaskart som beskrevs av Thomas Henry Potts 1928. Myxicola fauveli ingår i släktet Myxicola och familjen Sabellidae. Inga underarter finns listade i Catalogue of Life.